# Grupo EPR
O Grupo EPR é uma holding brasileira com foco na gestão e operação de concessões rodoviárias. Com sede em São Paulo e fundada em agosto de 2022, a empresa é fruto de uma joint venture da Equipav e da Perfin com o objetivo de criar uma plataforma de investimentos em infraestrutura de transporte.
O grupo rapidamente se destacou no setor ao vencer os leilões dos lotes rodoviários do Sul e Triângulo Mineiro, no âmbito do programa de parcerias Governo de Minas Gerais. Também passou a operar importantes trechos rodoviários no Paraná, incluindo os lotes do oeste e sudoeste, do norte pioneiro, litoral e Campos Gerais, sob regulamentação do governo paranaense e da ANTT, que também supervisiona sua administração na BR-040, do trecho que liga Juiz de Fora à Belo Horizonte.
Mais recentemente, iniciou, também no Paraná, a administração do Lote 6, composto por trechos das rodovias BR-277, BR-163, PR-182, PR-483, PR-180, PR-280 e PR-158. O projeto contempla 462,4 km de duplicações, 31,4 km de faixas adicionais e 87,1 km de vias marginais, atendendo regiões fundamentais para o agronegócio e a logística nacional. Este é o maior pacote de duplicações do Programa Federal de Concessões de Rodovias. 

## Subsidiárias

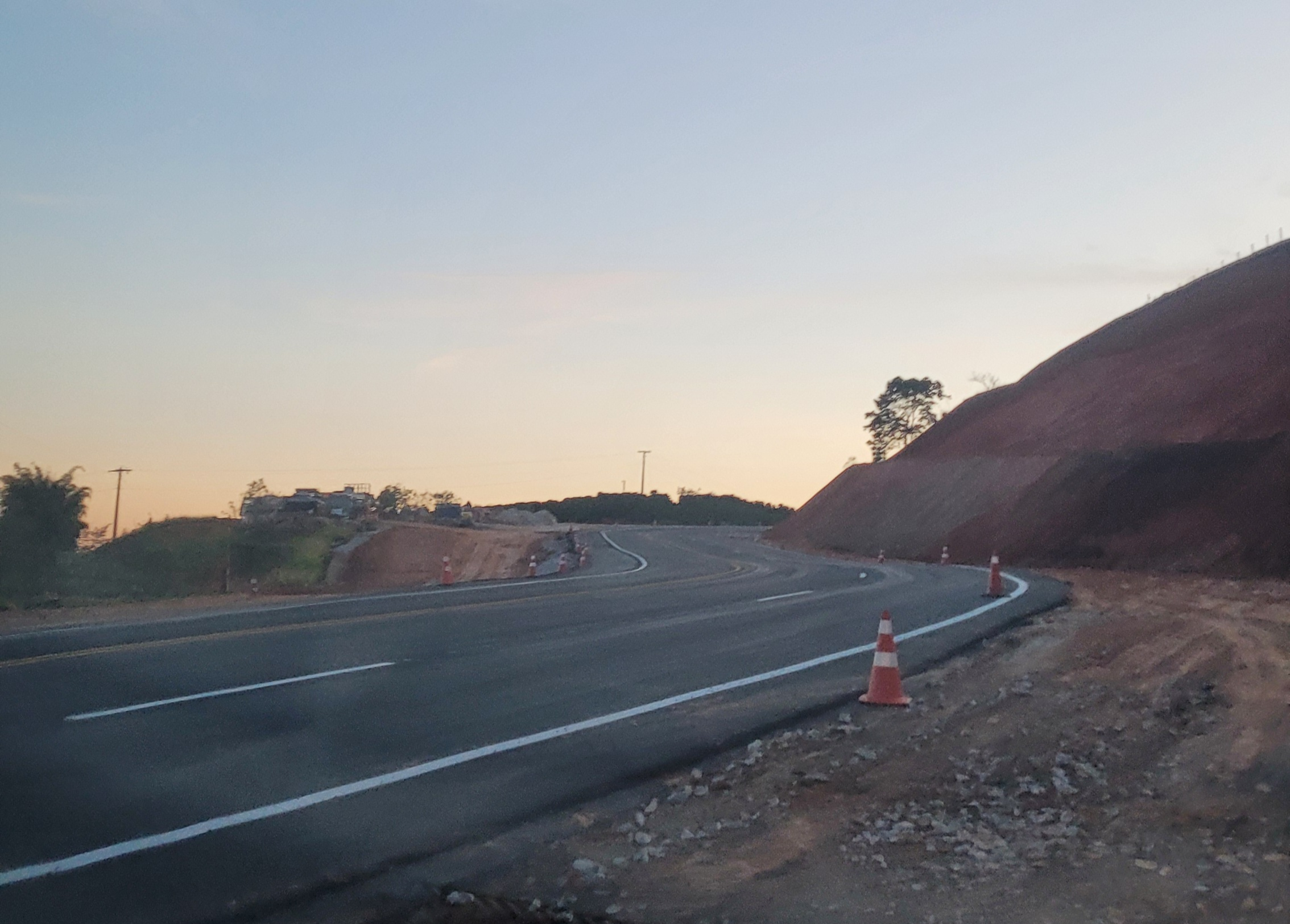
Recuperação da BR-459 no Km 68

## Subsidiárias[7]
| Nome                 | Razão Social                                     | Rodovias                                                                                       | Extensão | UF           | Regulador | Início de Operação |
| -------------------- | ------------------------------------------------ | ---------------------------------------------------------------------------------------------- | -------- | ------------ | --------- | ------------------ |
| EPR Triângulo        | Concessionária Rodovias do Triângulo SPE S.A.    | BR-365, BR-452, MGC-452, LMG-798, MG-190, CMG-462, MG-427, LMG-812 , LMG-782                   | 627,4 km | Minas Gerais | DER-MG    | 2023               |
| EPR Sul de Minas     | Concessionária Rodovias do Sul de Minas SPE S.A. | BR-459, MG-290, MG-295, MG-455, MG-459, LMG-877 e CMG-146                                      | 454,3 km | Minas Gerais | DER-MG    | 2023               |
| EPR Vias do Café     | Concessionária Rodovias do Café SPE S.A.         | BR-146, BR-265, CMG-491, CMG-369, MG-167 e LMG-863                                             | 432,8 km | Minas Gerais | DER-MG    | 2024               |
| EPR Litoral Pioneiro | EPR Litoral Pioneiro S.A.                        | BR-153, BR-277, BR-369,PR-092, PR-151, PR-239, PR-407, PR-408, PR-411, PR-508, PR-804 e PR-855 | 605 km   | Paraná       | ANTT      | 2024               |
| EPR Via Mineira      | EPR Via Mineira S.A.                             | BR-040                                                                                         | 232 km   | Minas Gerais | ANTT      | 2024               |
| EPR Iguaçu           | EPR IGUAÇU S.A,                                  | BR-163, BR-277, PR-158, PR-180, PR-182, PR-280 e PR-483                                        | 662 km   | Paraná       | ANTT      | 2025               |

## Trechos concedidos

#### EPR Triângulo[12][13]
- BR-452 – Entre os cruzamentos com a MG-190 e a BR-262;
- MGC-452 – Entre os cruzamentos com a BR-365 e a MG-190. Também entre os cruzamentos com a BR-365 e a BR-452. Recomeça no cruzamento com a BR-452 e acaba no cruzamento com a BR-262;
- LMG-782 – Entre os cruzamentos com a BR-365 e com a MG-190;
- LMG-798 – Entre o cruzamento com a MG-190 até Uberaba;
- LMG-812 – Entre os cruzamentos com a MG-190 e a BR-452, ainda em Nova Ponte;
- MG-190 – Entre os cruzamentos com a BR-365 e a LMG 798. Menos um trecho de 2 km na Usina Hidrelétrica de Nova Ponte;[14]
- MG-427 – Entre os cruzamentos da BR-050 e BR-262, em Uberaba, e a BR-364;
- BR-365 – Entre os cruzamentos com a CMG-462 e o Anel Viário de Uberlândia.

#### EPR Sul de Minas[15]
- LMG-877 – Início na divisa do Estado até o cruzamento com a BR 459, em Poços de Caldas;
- CMG-146 – Entre o cruzamento com a LMG-877 em Poços de Caldas e o cruzamento com a MG-455 em Andradas;
- MG-455 – Início na divisa do Estado com SP em Andradas e o cruzamento com a BR 459 em Santa Rita de Caldas;
- MG-290 – De Pouso Alegre, passando por Ouro Fino até a divisa com SP;[1]
- MG-295 – Entre o cruzamento da MG-290 em Inconfidentes até Bueno Brandão;
- MG-173 – Entre o cruzamento da BR 459 em Santa Rita do Sapucaí, passando por Cachoeira de Minas até a divisa do Estado com SP;
- MG-459 – Entre o cruzamento da MG-290 em Ouro Fino e a divisa do Estado de MG com SP;
- BR-459 – Início em Poços de Caldas passando por Caldas com pedágio, outro em Senador José Bento, passagem no perímetro urbano de Congonhal, com duplicação em Pouso Alegre, outra praça de pedágio em Santa Rita do Sapucaí e seguindo até Itajubá onde tem uma .[16]

#### EPR Vias do Café[17]
- MG-167 – Entre o km 0 em Santana da Vargem no cruzamento com a BR-265, e o km 43,80, no cruzamento com a CMG-491 em Varginha;
- BR-265 – Entre o km 338,40 no cruzamento com a BR-381 Rodovia Fernão Dias, em Lavras e o km 403, no cruzamento com a LMG-863;
- LMG-863 – Entre o km 0 e o km 5, no cruzamento com a BR-265;
- CMG-491 – Entre o km 4,65, no cruzamento com a CMG-265, em São Sebastião do Paraíso, e o km 81,05, no cruzamento com a BR-146(A) / MG-450, em Guaxupé. Reinicia no km 108,25, no cruzamento com a BR-146(B), em Muzambinho e se estende até o km 259,95, no cruzamento com a rodovia federal BR-381 Rodovia Fernão Dias, em Três Corações;
- BR-146 – Entre o km 505,30, no cruzamento com a CMG-491, em Guaxupé e o km 532,50, no cruzamento com a CMG-491 e Muzambinho;
- CMG-369 – Entre o km 124,40 no cruzamento com a BR-265 em Boa Esperança e o km 188,50 no cruzamento com a CMG-491, em Alfenas;

EPR Iguaçu
- BR-277 – Trecho entre Prudentópolis e Foz do Iguaçu;
- BR-163 –  Trecho entre Cascavel e Realeza;
- PR-182 e 483 – Trecho entre Realeza e Francisco Beltrão;
- PR-180, 280 e 158 – Trecho entre Marmeleiro, Vitorino e Pato Branco;

#### EPR Triângulo
- Base 1 - BR-452 no km 258 em Perdizes
- Base 2 - BR-365 no km 481 em Patrocínio
- Base 3 - CMG-452 no km 155 em Uberlândia
- Base 4 - BR-365 no km 551 em Estrela do Sul
- Base 5 - MG-798 no km 28 em Uberaba

- Base 6 - MG-427 no km 53 em Conceição do Alagoas

#### EPR Sul de Minas
- Base 1 - MG-290 no km 53 em Ouro Fino
- Base 2 - BR-459 no km 161 em Itajubá
- Base 3 - MG-173 no km 2 em Cachoeira de Minas
- Base 4 - BR-459 no km 57 em Ipuiúna

- Base 5 - MGC-146 no km 627 em Andradas

#### EPR Vias do Café
- Base 1 - MGC-491 no km 46 em Monte Santo de Minas
- Base 2 - BR-146 no km 529 em Muzambinho
- Base 3 - CMG-369 no km 153 em Campos Gerais
- Base 4 - MGC-491 no km 197 em Paraguaçu
- Base 5 - MG-167 no km 2 em Santana da Vargem

- Base 6 - MGC-491 no km 256 em Três Corações

#### EPR Via Mineira
- Base 1 - BR-040 no km 568 em Nova Lima
- Base 2 - BR-040 no km 609 em Congonhas
- Base 3 - BR-040 no km 660 em Carandaí
- Base 4 - BR-040 no km 710 em Barbacena

- Base 5 - BR-040 no km 748 em Santos Dumont

#### EPR Litoral Pioneiro
- Base 1 - BR-369 no km 68,2 em Santa Mariana
- Base 2 - BR-369 no km 10 em Cambará
- Base 3 - BR-153 no km 31,4 em Santo Antônio da Platina
- Base 4 - PR-092 no km 300,4 em Quatiguá
- Base 5 - PR-092 no km 255,3 em Wenceslau Braz
- Base 6 - PR-092 no km 217 em Arapoti
- Base 7 - BR-153 no km 187,4 em Sengés
- Base 8 - PR-151 no km 252,8 em Piraí do Sul
- Base 9 - PR-151 no km 305,2 em Carambeí
- Base 10 - BR-277 no km 60,6 em São José dos Pinhais
- Base 11 - BR-277 no km 10,7 em Paranaguá

- Base 12 - BR-277 no km 35 em Morretes

## Praças de pedágio

#### EPR Triângulo
- P1 – MGC-452 no Km 186,4 em Uberaba
- P2 – BR-452 no Km 260,30 em Perdizes
- P3 – BR-365 no Km 515,25 em Monte Carmelo
- P4 – BR-365 no Km 589,10 em Indianópolis
- P5 – MGC-462 no Km 34,15 em Patrocínio
- P6 – LMG-190 no Km 6,80 em Nova Ponte
- P7 – MG-190 no Km 75,50 em Nova Ponte

- P8 – MG-427 no Km 15 em Água Comprida

#### EPR Sul de Minas[19]
- P1 – BR-459 no Km 40,5 em Caldas
- P2 – BR-459 no Km 80,9 em Senador José Bento
- P3 – BR-459 no Km 117,3 em Santa Rita do Sapucaí
- P4 – CMG-146 no Km 622,8 em Poços de Caldas
- P5 – MG-173 no Km 51,3 em Gonçalves
- P6 – MG-290 no Km 34, 5 em Borda da Mata
- P7 – MG-290 no Km 71,1 em Ouro Fino
- P8 – MG-459 no Km 6,4 em Ouro Fino

#### EPR Vias do Café[20]
- P1 – BR-265 no km 366,5 em Nepomuceno
- P2 – BR-265 no km 396 em Boa Esperança
- P3 – BR-146 no km 529,2 em Muzambinho
- P4 – CMG-491 no km 46 em Monte Santo de Minas
- P5 – CMG-491 no km 159,1 em Alfenas
- P6 – CMG-491 no km 251,6 em Três Corações

#### EPR Via Mineira[21]
- P1 – BR-040 no km 576,7 em Itabirito
- P2 – BR-040 no km 642,6 em Conselheiro Lafaiete

- P3 – BR-040 no km 714,2 em Barbacena

#### EPR Litoral Pioneiro[22]
- P1 – BR-277 no Km 60,2 em São José dos Pinhais
- P2 – BR-153 no Km 184,8 em Sengés
- P3 – BR-369 no Km 1,2 em Jacarezinho
- P4 – BR-153 no Km 5,7 em Jacarezinho II
- P5 – BR-153 no Km 305 em Carambeí
- P6 – PR-151 no Km 223,3 em Jaguariaiva
- P7 – PR-092 no Km 286,7 em Siqueira Campos
- P8 – BR-153 no Km 1,6 em Jacarezinho II
- P9 – BR -153 no Km 1,6 em Jacarezinho II

## Cidades abrangidas

#### EPR Triângulo
- São Sebastião do Paraíso
- Itamogi
- Monte Santo de Minas
- Arceburgo
- Guaranésia
- Guaxupé
- Muzambinho
- Monte Belo
- Areado
- Alfenas
- Paraguaçu
- Elói Mendes
- Fama
- Campos Gerais
- Boa Esperança
- Coqueiral
- Nepomuceno
- Lavras
- Santana da Vargem
- Três Pontas
- Varginha
- Três Corações

#### EPR Sul de Minas[23]
- Andradas
- Borda da Mata
- Bueno Brandão
- Cachoeira de Minas
- Caldas
- Conceição dos Ouros
- Congonhal
- Gonçalves
- Ibitiúra de Minas
- Inconfidentes
- Ipuiúna
- Itajubá
- Jacutinga
- Monte Sião
- Ouro Fino
- Paraisópolis
- Piranguinho
- Poços de Caldas
- Pouso Alegre
- Santa Rita de Caldas
- Santa Rita do Sapucaí
- Senador José Bento

#### EPR Vias do Café[24]
- São Sebastião do Paraíso
- Itamogi
- Monte Santo de Minas
- Arceburgo
- Guaranésia
- Guaxupé
- Muzambinho
- Monte Belo
- Areado
- Alfenas
- Paraguaçu
- Elói Mendes
- Fama
- Campos Gerais
- Boa Esperança
- Coqueiral
- Nepomuceno
- Lavras
- Santana da Vargem
- Três Pontas
- Varginha
- Três Corações

#### EPR Via Mineira[25]
- Alfredo Vasconcelos
- Barbacena
- Belo Horizonte
- Carandaí
- Congonhas
- Conselheiro Lafaiete
- Cristiano Otoni
- Ewbank da Câmara
- Itabirito
- Juiz de Fora
- Nova Lima
- Oliveira Fortes
- Ouro Preto
- Ressaquinha
- Santos Dumont

#### EPR Litoral Pioneiro[26]
- Andirá
- Antonina
- Arapoti
- Bandeirantes
- Cambará
- Carambeí
- Castro
- Cornélio Procópio
- Curitiba
- Guapirama
- Jacarezinho
- Jaguariaíva
- Joaquim Távora
- Matinhos
- Morretes
- Paranaguá
- Piraí do Sul
- Piraquara
- Ponta Grossa
- Pontal do Paraná
- Quatiguá
- Santa Mariana
- Santo Antônio da Platina
- São José dos Pinhais
- Sengés
- Siqueira Campos
- Wenceslau Braz